# Intersektionaler Feminismus
Der intersektionale Feminismus ist eine Strömung des Feminismus, die sich aus dem Schwarzen Feminismus entwickelt hat und lehrt, dass es verschiedene Diskriminierungsformen gibt, die sich miteinander überschneiden. Intersektionaler Feminismus hat daher das Ziel, sämtliche Formen von Diskriminierung abzubauen und nicht nur die von Frauen. Intersektionalität gilt als „Signum des Third Wave-Feminismus“.
Intersektionalität zeichnet sich dadurch aus, dass die verschiedenen Diskriminierungsformen, die auf Merkmalen wie beispielsweise Hautfarbe, Religionszugehörigkeit, Sexualität, Behinderung oder auch Zugehörigkeit zu einer ethnischen Minderheit beruhen, zusammengedacht werden. Demnach ist eine Schwarze Frau zugleich von Sexismus und Rassismus betroffen, genauso wie ein homosexueller weißer Mann mit Behinderung, ebenso von mehreren Diskriminierungsformen zugleich betroffen ist. Das Ziel ist eine gerechtere Gesellschaft für Personen aller Geschlechter und die Bekämpfung von Sexismus. Allerdings wird dieser nicht mehr losgelöst von strukturellen Unterdrückungen wie Rassismus, Klassismus, Ableismus etc. gedacht.
Die Strömung des intersektionalen Feminismus geht auf die US-amerikanische Juristin Kimberlé Crenshaw zurück, die der feministischen Bewegung seit Ende der 1980er Jahre ein mangelndes Verständnis für Intersektionalität vorwarf.

## Ursprung
Sojourner Truth, eine ehemals versklavte Frauenrechtlerin und Freiheitskämpferin in der schwarzen US-amerikanischen Frauenbewegung des 19. Jahrhunderts, gilt als eine der ersten Figuren des Schwarzen Feminismus. In ihrer berühmten Rede Ain’t I a Woman? (deutsch: Bin ich etwa keine Frau?) kritisierte sie nicht nur Rassismus, den sie von weißen Männern sowie weißen Frauen erfahren musste, sondern auch die sexistische Diskriminierung, der sie von schwarzen und weißen Männern ausgesetzt war. Viele Schwarze Feministinnen wie bell hooks oder Kimberlé Crenshaw wurden durch Truth inspiriert.
Als Pionierinnen des intersektionalen Feminismus gelten zudem die Mitglieder des in den 1970er Jahren in Boston, Massachusetts aktiven Combahee River Collective. Sie beschrieben im berühmt gewordenen The Combahee River Collective Statement das gleichzeitige Wirken von Rasse, Klasse, Geschlecht und Sexualität, das die Lebensrealitäten der Mitglieder des Kollektivs prägte und ihre Widerstandsstrategien gegen Unterdrückung beeinflusste. Die Frauen des Combahee River Collective entwickelten so ein Verständnis afroamerikanischer Erfahrungen, das sowohl die Analysen Schwarzer, männlich dominierter sozialer Bewegungen als auch jene des weißen, cisgeschlechtlichen, heterosexuellen und mittelständischen Mainstream-Feminismus herausforderte.
Crenshaw wiederum prägte den Begriff der Intersektionalität. Davon ausgehend kritisierte sie seit Ende der 1980er Jahre die feministische Bewegung als weiß dominiert und folglich auf die Bedürfnisse weißer Frauen zugeschnitten. Dieser weiße Feminismus gebe zwar vor, für alle Frauen zu sprechen, vernachlässige aber intersektionale Diskriminierung. Andererseits warf Crenshaw antirassistischen Bewegungen vor, sich unzureichend mit patriarchalen Machtverhältnissen auseinanderzusetzen. In der Folge trage der Feminismus zur Unterdrückung Schwarzer Menschen und antirassistische Bewegungen zur Unterdrückung von Frauen bei. Dieser Umstand könne nur dadurch beseitigt werden, dass alle emanzipatorischen Bewegungen anerkennen, dass Menschen, die z. B. von Rassismus und Sexismus betroffen sind, anders diskriminiert werden als Menschen, die nur aufgrund eines Merkmals Diskriminierung erfahren.

## Intersektionaler Feminismus in der Praxis
Die Forderung, sämtliche Diskriminierungsformen und nicht nur Sexismus abzubauen und Intersektionalität zu berücksichtigen, ist heute bei vielen feministisch engagierten Menschen und Gruppierungen anzutreffen. Menschen, die dem intersektionalen Feminismus nahestehen, monieren des Weiteren oft, dass man sich zunächst die eigenen Privilegien bewusst machen müsse, um danach legitime Gesellschaftskritik formulieren zu können. Mehrere Forschende bemängeln jedoch, dass sich diese Forderungen nicht in der aktivistischen Praxis niederschlägt. Studien stellen etwa fest, dass sich einige feministische Organisationen und Personen weigern, sich auch für die Rechte von Transpersonen zu engagieren. Ebenso kommt es vor, dass feministische Aktivisten Intersektionalität zwar anwenden wollen, den Begriff aber missverstehen und damit ihre eigene Position schwächen. Die Geschlechterforscherin Julia Schuster sieht vor allem bei jüngeren Menschen, die sich feministisch engagieren, die Gefahr, dass der intersektionale Ansatz in einen Individualismus umschlägt, wenn es keine adäquaten Strategien zur Inklusion von Menschen, die von intersektionaler Diskriminierung betroffenen sind, gibt. Darüber hinaus lassen sich auch Konflikte zwischen eher von der zweiten Welle des Feminismus geprägten Aktivisten und solchen, die eher der dritten Welle nahestehen erkennen; beispielsweise wenn es um die Bewertung des Hidschābs geht.
Mittlerweile hat sich ein gewisses Bewusstsein für Intersektionalität in vielen sozialen Bewegungen – also nicht nur im Feminismus – etabliert. Einige Forschende sehen darin das Potential für eine höhere Solidarisierung zwischen diesen Bewegungen.